# Данія Рамірес
Данія Рамірес (англ. Dania Ramirez, нар. 8 листопада 1979, Санто-Домінго, Домініканська республіка) — домініканська акторка. Серед її заслуг — ролі Майї Еррери в серіалі NBC «Герої», Алекса в серіалі «Антураж» та Бланки в останньому сезоні кримінальної драми HBO «Клан Сопрано» на телебаченні. Серед її ролей у кіно — Алекс Герреро у фільмі «Вона ненавидить мене» та Каллісто у повнометражному фільмі «Люди Ікс: Остання битва». З червня 2013 року до закриття в 2016 році вона грала Розі Фальта в «Підступних покоївках».

## Біографія
Рамірес народилася в Санто-Домінго. У ранньому віці вона вирішила стати акторкою. У дитинстві вона відтворювала теленовели для своєї родини. Вона була виявлена модельним скаутом під час роботи в магазині у віці 15 років, і їй запропонували невелику роль у рекламі газованої води. Пізніше вона вирішила серйозно зайнятися акторською майстерністю і навчалася в Акторській майстерні в Нью-Йорку під керівництвом Фло Грінберг.
У 16 років Рамірес почала навчатися в Університеті штату Монтклер, де її волейбольний талант призвів до того, що вона потрапила до п’ятірки найкращих за результатами кар’єрних стрибків, стрибків/гр, соло-блоків і загальних блоків. Вона закінчила навчання в 2001 році. Після закінчення школи Рамірес переїхала до Лос-Анджелеса, щоб продовжити свою акторську кар'єру.

## Особисте життя
Данія зустрічалася з режисером фільму «Ульотний транспорт» Джессі Терреро до 2008 року. У вересні 2011 року вона заручилася з режисером Джоном Беверлі «Бев» Лендом. Пара одружилася на пляжі в Пунта-Кані, Домініканська Республіка, 16 лютого 2013 року. У Ленда є син Кай Майлз від колишньої дружини Шерон Ліл.
15 липня 2013 року Рамірес оголосила, що вагітна двійнею. Того грудня вона народила двійнят хлопчика і дівчинку.

## Фільмографія
| Рік       |    | Українська назва                   | Оригінальна назва                  | Роль            |
| --------- | -- | ---------------------------------- | ---------------------------------- | --------------- |
| 2002      | ф  | 25-та година                       | 25th Hour                          | Дафна           |
| 2003      | с  | Баффі — переможниця вампірів       | Buffy the Vampire Slayer           | Карідад         |
| 2003      | с  | Управління домом                   | Run of the House                   | Люсі            |
| 2004      | кф | Маленький чорний чобіток           | Little Black Boot                  | Лорі Родрігес   |
| 2004      | кф | Екологія кохання                   | The Ecology of Love                | Аліла           |
| 2004      | ф  | Нам потрібно щось зробити          | We Need to Do Something            | Емі             |
| 2004      | ф  | Крос Бронкс                        | Cross Bronx                        | Міа             |
| 2004      | ф  | Вона ненавидить мене               | She Hate Me                        | Алекс           |
| 2004      | ф  | Товстий Альберт                    | Fat Albert                         | Лорі            |
| 2004      | с  | 10-8: Чергові офіцери              | 10-8: Officers on Duty             | Інес            |
| 2005      | тф | Ромі і Мішель: На початку          | Romy and Michele: In the Beginning | Елена           |
| 2006      | ф  | Люди Ікс: Остання битва            | X-Men: The Last Stand              | Калісто         |
| 2006—2007 | с  | Клан Сопрано                       | The Sopranos                       | Бланка Сельгадо |
| 2007      | ф  | Незаконний тендер                  | Illegal Tender                     | Ана             |
| 2007—2008 | с  | Герої                              | Heroes                             | Мая Герерра     |
| 2008      | ф  | М'яч не бреше                      | Ball Don't Lie                     | Кармен          |
| 2008      | ф  | П'ята заповідь                     | The Fifth Commandment              | Енджел          |
| 2008      | ф  | Карантин                           | Quarantine                         | Седі            |
| 2009      | ф  | Могила Диявола                     | The Devil's Tomb                   | Шана            |
| 2010      | кф | Наступна велика річ                | Next Big Thing                     | Дівчина         |
| 2010      | с  | Антураж                            | Entourage                          | Алекс           |
| 2012      | ф  | Американський пиріг: Знову разом   | American Reunion                   | Селена          |
| 2012      | ф  | Термінова доставка                 | Premium Rush                       | Ванесса         |
| 2013      | ф  | Підземка Нью-Йорка                 | N.Y.C. Underground                 | Джессіка        |
| 2013—2016 | с  | Підступні покоївки                 | Devious Maids                      | Роузі Фата      |
| 2015      | ф  | Мохаве                             | Mojave                             | Детектив Бомонт |
| 2015      | ф  | Перша відповідь                    | First Response                     | Камілла         |
| 2017      | ф  | Лікан                              | Lycan                              | Камілла         |
| 2017—2018 | с  | Якось у казці                      | Once Upon a Time                   | Джасінда Відріо |
| 2018      | ф  | Поза меню                          | Off the Menu                       | Хав'єра Торрес  |
| 2018      | мф | Загін самогубців: Суворе покарання | Suicide Squad: Hell to Pay         | Скандал Саваж   |
| 2018      | мс | Ліга справедливості                | Justice League Action              | Марго Монгомері |
| 2018—2019 | с  | Розкажи мені казку                 | Tell Me a Story                    | Ханна Перез     |
| 2019      | ф  | Джуманджі: Наступний рівень        | Jumanji: The Next Level            | Спокусниця      |
| 2021—2024 | с  | Ласун                              | Sweet Tooth                        | Еймі Іден       |
| 2023—2024 | с  | Сигнал тривоги                     | Alert: Missing Persons Unit        | Ніккі Батіста   |